# PlayStation 4
La PlayStation 4 (プレイステーション4 Pureisutēshon Fō, oficialment abreujada com a PS4) és la quarta consola del model PlayStation de Sony Computer Entertainment. És de les videoconsoles de vuitena generació. Va ser anunciada oficialment el 20 de febrer de 2013 a l'esdeveniment PlayStation Meeting 2013, encara que el disseny de la consola no va ser presentat fins al 10 de juny en l'E³ 2013. Va ser la successora de la PlayStation 3 i va competir en aquesta generació amb la Xbox One de Microsoft i amb la Wii U de Nintendo. El seu llançament va ser el 15 de novembre de 2013 als Estats Units, a Europa el 29 de novembre de 2013, mentre que al Japó va ser el 22 de febrer de 2014.
Allunyant-se de l'arquitectura utilitzada en el processador Cell de la videoconsola PlayStation 3, la PlayStation 4 disposa d'un processador AMD de 8 nuclis amb l'arquitectura x86-64. Aquestes instruccions x86-64 estan dissenyades per a fer més fàcil el desenvolupament de videojocs a la consola de nova generació, a fi d'atraure un més gran nombre de desenvolupadors. Aquests canvis posen en relleu l'esforç de Sony per a concretar les lliçons apreses durant el desenvolupament, la producció i el llançament de la PS3. Altres característiques de maquinari notables de la PS4 és que inclou 8 GB de memòria unificada GDDR5, una unitat de disc Blu-ray Disc més ràpida, i els xips personalitzats dedicats a tasques de processament d'àudio, vídeo i de fons.
Entre les noves aplicacions i serveis, Sony planificà de llançar l'aplicació PlayStation App, que permet als que tinguin una PS4 de fer dels telèfons intel·ligents i les tablets una segona pantalla per a millorar la jugabilitat. La companyia també preveié de debutar amb Gaikai, un servei de joc basat en el núvol que allotja continguts i jocs descarregables. Mitjançant la incorporació del botó "Share" al nou controlador feu que sigui possible compartir en qualsevol moment captures de pantalla, trofeus, compres o vídeos en pàgines com Facebook, Twitter i fer stream del que juga i mira l'usuari cap a altres amics en directe des de Ustream o Twitch. Sony també posà més èmfasi en el joc social.
La consola PS4 en el primer dia del seu llançament va vendre més d'1 milió de consoles només en territori dels Estats Units. A l'inici de la seva conferència de premsa en la Gamescom 2014, Sony va anunciar que ja havia venut més de 10.000.000 unitats de la PlayStation 4 al món a usuaris finals. Està dissenyada per a la integració amb la PlayStation Vita. El Firmware actual de la consola és el 4.07, on s'ha millorat la qualitat del rendiment del sistema.

## Història

### Presentació
A principis de 2013, Sony va anunciar que un esdeveniment anomenat PlayStation Meeting 2013 serviria per donar a conèixer el "futur de Playstation". El 20 de febrer de 2013 en aquest esdeveniment, que va tenir lloc a Nova York i que va durar prop de dues hores, la companyia va donar a conèixer la successora de la PlayStation 3. L'anunci va ser ofert en directe a través d'Ustream.

#### Game Developers Conference 2013 (San Francisco,Estats Units)
En la conferència Game Developers Conference de l'any 2013, Sony va presentar nous detalls sobre els videojocs i característiques de la PlayStation 4. Entre els videojocs mostrats s'inclouen Primal Carnage Genesis, Blacklight Retribution, Battlefield 4, Assassin's Creed IV: Black Flag, Watch Dogs i Metal Gear Solid: Ground Zeroes.

#### Electronic Entertainment Expo 2013 (Los Angeles,Estats Units)

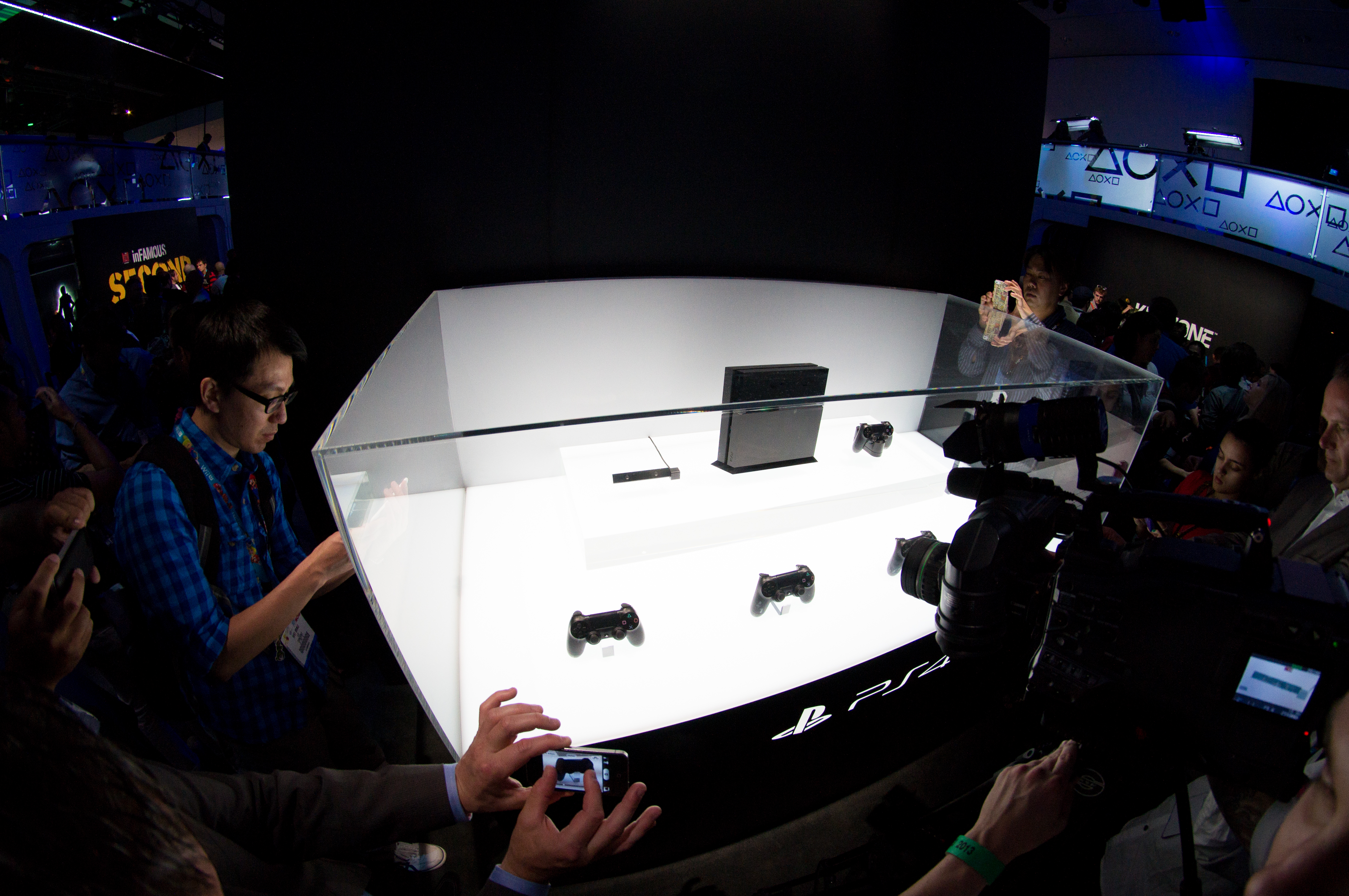
Persones fotografiant la videoconsola PS4 en la E3 2013

El dia 10 de juny de 2013, a les 18:00 (hora del Pacífic) Sony va realitzar una conferència, en la qual va mostrar més detalls, i va mostrar la consola PlayStation 4, entre elles, finalment el disseny, preu i llançament.
Alguns detalls que es van revelar són que la videoconsola podria reproduir videojocs usats, mentre siguin originals, i no necessitaria connexió a Internet per poder jugar. Finalment, la presentació va concloure amb el preu, que va resultar sent 399 dòlars, 349 lliures i 399 euros, la qual cosa va impressionar molt, a causa que la seva competidora, la Xbox One, costaria 499 dòlars nord-americans, 429 lliures i 499 euros.

#### Gamescom 2013 (Colònia,Alemanya)
El dia 20 d'agost de 2013, a les 10:00 AM (hora del Pacífic) Sony va iniciar la seva conferència en la Gamescom 2013. En la conferència es van anunciar diversos títols per a PS Vita, PS3 i PS4. A més es va fer pública la data de llançament de la PS4 als Estats Units i Europa. A Europa la PS4 es va posar a la venda el 29 de novembre de 2013 a un preu de 399 euros. Als Estats Units la PS4 es va posar a la venda el 15 de novembre de 2013 a un preu de 399 dòlars. A més, es van fer diverses demostracions de l'ús de la PS4 a través de la PS Vita.

#### Tokyo Game Show 2013 (Tòquio,Japó)
El dia 18 de setembre de 2013, a les 6:00 PM (hora del Pacífic) Sony va iniciar la seva conferència en el Tokio Game Show 2013, s'hi van anunciar les capacitats de la PS4 per poder gravar gameplay directament des de l'HDMI de la consola (i no per HDCP com en la PS3), a més es van anunciar característiques de compatibilitat entre la PS4 amb la PS Vita i la PS Vita TV com el Remote Play i una èmfasi especial a demostrar la integració amb la PlayStation Vita TV, la qual pot ser utilitzada per traslladar el joc a ella i, continuar en una pantalla diferent i amb el DualShock 4 sense cap problema. Aquesta última característica està disponible des del llançament.
A més es va confirmar que seria el 22 de febrer de 2014 la data oficial de llançament de la consola al Japó, a un preu de 41.979 iens, i a causa del retard en aquell país les consoles inclourien la versió digital de Knack.

## Maquinari
El disseny de la consola no es va revelar en el PlayStation Meeting, ja que el disseny i les especificacions seguien sense estar finalitzats. El pes de la consola rondaria els 2,8 kg i amb la caixa en total serien uns 4 kg. La tecnologia de PlayStation 4 seria relativament similar al maquinari que es troba en els ordinadors personals. A cert moment del desenvolupament es va considerar que Nvidia fos qui fabriqués la unitat gràfica per la PS4 però segons declaracions de Tony Tamasi, vicepresident de contingut i tecnologia de Nvidia, això no li convindria a la companyia per l'impacte que tindria en les seves possibilitats en altres mercats. Amb la decisió de mudar l'arquitectura de Cell a x86-64 seria més fàcil i menys costós per als estudis desenvolupar jocs per a la PS4. La consola física finalment va ser presentada en la conferència de Sony sobre la PS4 el 10 de juny de 2013 en la I3 2013, així com revelar dades més detallades del dispositiu i perifèrics.

### Especificacions tècniques
La videoconsola PS4, disposa d'un microprocessador tipus APU de vuit nuclis x86-64 a 1.6 GHZ fabricat per AMD sota el nom en clau Liverpool, basat en l'arquitectura Jaguar. Una GPU AMD 7870 amb una potència de processament d'1,84 Teraflops, que pot dedicar-se a diferents tasques que no siguin exclusivament gràfiques. Compta també amb una memòria RAM unificada de 8 GB, GDDR5, amb una amplada de banda de 176 GB/segon. A la fi d'agost de 2013, Marc Diana, responsable de màrqueting de producte d'AMD, va afirmar a la premsa especialitzada que la PS4 suporta accés a memòria hUMA (UMA heterogeni), que permet accedir als dos components de l'APU, CPU i GPU, a les mateixes posicions de memòria de manera simultània mitjançant l'ús de catxés coherents. Si bé AMD va desautoritzar les declaracions de Diana, no les va desmentir.
Si bé es desconeixia el tipus de disc dur, la capacitat seria en el model ja anunciat de 500 GB, es va saber que la unitat òptica admetria Blu-ray 6x i DVD 8x. En matèria de connectivitat la consola comptaria amb Ethernet (10BASI-T, 100BASE-TX, 1000BASI-T), 802.11 b/g/n i Bluetooth 2.1 (amb EDR). Oferiria ports HDMI, sortida òptica digital i USB 3.0(2X).

### Sistema d'avís davant una pujada de temperatura

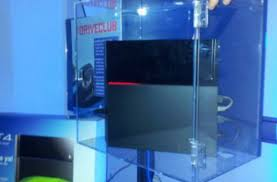
La franja en vermell indica una pujada de temperatura inusual en la consola a causa de la falta de circulació d'aire.

La consola PS4 compta amb un sistema d'alerta primerenca que adverteix quan en la consola comenci a pujar la temperatura per falta de circulació d'aire, indicant-ho amb una llum vermella en comptes de blava en la barra d'estat de la consola, addicionalment apareix un avís en la pantalla mostrant l'alerta sobre l'elevació de la temperatura de funcionament. Amb aquest sistema es podria evitar una mort sobtada de la consola per excessiva temperatura, fet que succeïa amb les primeres consoles fabricades en la generació anterior.

### Accessoris
En la presentació de la PS4, Sony no va mostrar la forma de la consola, però sí va mostrar dos dels seus accessoris, el control sense fil DualShock 4 i la càmera PlayStation 4 Eye. Un dia després de la presentació, Shuhei Yoshida va anunciar que el control de la PS3, el DualShock 3, no seria compatible amb la PS4 encara que sí el PS Move amb la nova PlayStation 4 Eye. Posteriorment en la I3 Sony mostraria per complet els perifèrics més detalladament, mostrant també l'auricular mico amb micròfon que seria inclòs en tots els sistemes de llançament. Un representant de Sony va confirmar en la Comic Amb a San Diego, en referència a la compatibilitat d'accessoris, que els antics headsets sense fils de la PS3 funcionarien també i sense cap problema en la PS4.

#### DualShock 4

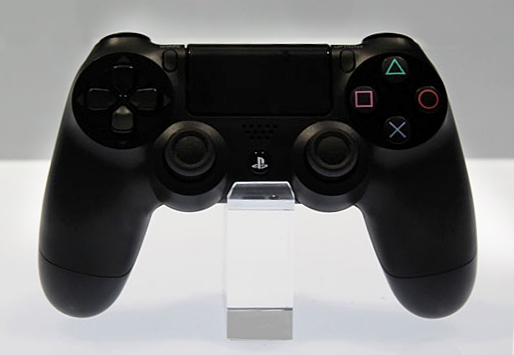
Imatge oficial del comandament DualShock 4.

DualShock 4 és el nom que rep el comandament de la PlayStation 4. En el seu disseny segueix a grans trets al comandament usat per la PS3, està disponible en tres colors, negre, vermell (Magma) i blau (Wave). En la seva creació van intervenir estudis propers a Sony tals com Guerrilla Games, que van participar fent ajustos com elevar els estics per a major precisió i agregar el connector d'auriculars, Evolution Studios va participar també com a part del grup de consultors amb idees per a l'àrea de moviment apuntant cap al sector dels videojocs de carreres. Les principals novetats eren la incorporació d'un nou sensor de sis eixos altament sensible, així com d'un panell tàctil (touchpad) situat en la part frontal superior del comandament. A més incorpora una barra de llum en la part superior del comandament format per tres llums led de diferents colors. Aquest últim esmentat afegit pretén, entre altres funcions, facilitar la identificació del jugador a través de senzills codis de colors que detecta la PlayStation 4 Eye, fent per exemple que quan un jugador intercanviï el comandament amb un altre estant en pantalla dividida, aquestes pantalles també intercanviïn posicions, quedant més a prop la pantalla que convingui; i oferir informació d'utilitat durant els jocs, com per exemple assenyalar mitjançant una il·luminació en color vermell que la salut del personatge ha sofert danys importants, sobre això, Shuhei Yoshida president de Sony Worldwide Studios havia confirmat a través de Twitter que la llum no podria ser apagada del comandament. El controlador inclou, a més, un altaveu i un connector per a auriculars el qual és compatible amb l'estàndard (3,5mm) TRS i TRRS per admetre l'ús d'auriculars amb micròfon inclòs. El seu preu és de 59 dòlars. Igual que en el DualShock 3, Sony va presentar una base per carregar els controls Dualshock 4.
Finalment, el comandament incorpora un botó anomenat share (o compartir) pensat per facilitar la interacció del jugador amb Facebook, Twitter, Ustream, Twitch, YouTube i altres especificacions detallades més a baix.

#### PlayStation Camera

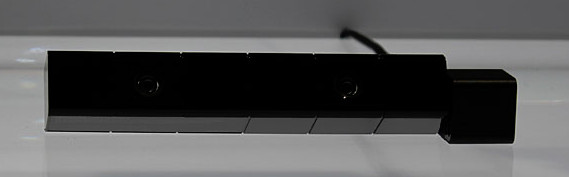
Imatge oficial de l'accessori PlayStation Camera.

PlayStation Camera ha estat redissenyat per a la PS4 amb relació a la seva antecessora. Inclou un sistema de doble càmera amb una resolució de 1.280×800 i quatre micròfons. Les seves mesures són 186 mm (llarg) per 27 mm (alt) i 27 mm (ample).
D'acord amb la pàgina oficial i el vídeo de presentació, The PlayRoom permet als usuaris tenir menús en la pantalla que simulen ser hologrames que emergeixen directament del Dualshock 4; The Playroom té un personatge robòtic anomenat Asobi, amb el qual es pot interactuar i que pot reconèixer-los. S'utilitzen controls de moviment avançats amb els quals es pot gaudir de jocs tals com l'hoquei d'aire; i es pot usar el touch pad integrat en el DualShock 4 per navegar pels panells hologràfics, interactuar amb desenes de petits robots o moure objectes en la pantalla. A més d'això, Sony va advertir que la integració de dispositius mòbils seria possible, perquè les creacions en telèfons intel·ligents, tabletes i, com és d'esperar, amb la PlayStation Vita, cobrin vida per mitjà de The PlayRoom.
Les lents de PlayStation 4 Eye funcionen amb una obertura de f/2.0, una distància d'enfocament mínima de 30 cm i un angle de visió de 85°. Les imatges poden ser capturades en format RAW o YUV sense comprimir. Va ser eliminada dels paquets de llançament per abaratir el cost final del sistema, el seu preu final és igual que el del Dualshock 4 de 59 dòlars. Entre les noves funcions estaran les comandes de veu per poder controlar la consola.

### Remote Play
Remote Play és una característica que permet que la PlayStation Vita es connecti a la PlayStation 4 mitjançant una xarxa de Wi-Fi. Quan succeeix això es poden jugar a jocs de la PlayStation 4 a la PlayStation Vita podent així jugar com a comandament secundari o com a comandament principal. Fergal Gara, director de Sony Computer Entertainment UK, havia confirmat que la PS Vita va ser dissenyada pensant en la integració amb la PS4 més que amb la PS3, a causa d'això tots els jocs de la PS4 serien compatibles amb el Remote Play i solament en alguns casos especials on els jocs necessitin maquinari addicional no ho farien, tal és el cas dels jocs que requereixin de la PlayStation 4 Eye, punt confirmat per Shuhei Yoshida, president de Sony Worldwide Studios.

## Característiques socials
La part «Social» va ser un dels cinc grans principis discutits per Sony. Encara que la consola hagi millorat les funcionalitats socials, les característiques són opcionals i poden ser desactivades. Els jugadors tenen l'opció d'utilitzar els seus noms reals perquè els amics els reconeguin, a més d'un sobrenom en altres situacions en les quals van dir que l'«anonimat és important».

### Compartir
El controlador DualShock 4 inclou un botó anomenat «Share» (compartir), que permet al jugador poder gravar i veure els últims 15 minuts i compartir-los per Facebook, Twitter i YouTube.

### Retransmissió en directe
Els jugadors poden veure vídeo en directe d'aquells títols que els seus amics estiguin jugant, podent incloure aquests vídeos veu a través del micròfon i imatge del jugador a través de Playroom camera. A més de ser espectadors, els jugadors poden ajudar a la persona que retransmet a superar obstacles difícils. Així mateix, l'usuari pot retransmetre vídeo en directe del joc que estigui jugant a través de serveis en línia com Ustream i Twitch, la qual cosa permet a amics i usuaris veure i comentar sobre aquests vídeos des de diferents navegadors i dispositius web.

## Programari
PlayStation Network (PSN) permet als jugadors accedir a una varietat de serveis basats en el núvol de la PlayStation Store, incloent les aplicacions de Sony com Music Unlimited i també de Video Unlimited. Els clients poden navegar pels títols i jocs a través de Gaikai per provar-los de forma gairebé instantània. Accés multijugador en línia requereix una subscripció a PlayStation Plus. Sony tenia la intenció d'ampliar i desenvolupar els serveis que ofereix a través de la vida útil de la PlayStation 4, un fet que va cridar l'atenció perquè per un molt baix preu es pot:
- Jugar en línia
- Rebre un joc gratis cada mes per part de PS Plus
- Tenir serveis gairebé gratuïts com poder entrar a Netflix, Amazon.com, Hulu, entre d'altres. Tot això pel preu de 5 dòlars mensuals.[56]

### Interfície d'usuari
La PlayStation 4 substitueix la XrossMediaBar amb una nova interfície, denominada PlayStation Dynamic Menú. Es millora el perfil de l'usuari per als jugadors, que mostra l'activitat recent, el seu nom complet i altres detalls, a més dels seus trofeus desbloquejats. La pantalla d'inici de la PS4 compta amb contingut personalitzat dels amics. Serveis de proveïdors de tercers, com Netflix i Amazon Instant Video, també es pot accedir a la nova interfície. Es poden realitzar diverses tasques durant el joc, com obrir un navegador web mentre es reprodueix un joc.

### Kits de desenvolupament
El 2013 una llicència per un kit de desenvolupament de la PlayStation 4 tenia un cost de 2.500 US$ per un període de cinc anys o ser gratuïta per a desenvolupadors novells, d'aconseguir un acord amb Sony.

### Multimèdia
La Playstation 4 és compatible amb els següents formats de pel·lícules físics en disc:
- DVD
- Blu-ray Disc

Aquests formats es van fer compatibles, gràcies al fet que es va publicar una actualització per a aquest fi un temps relativament curt després del llançament.
En el seu llançament, la Playstation 4 no va tenir en compte, ni va considerar la possibilitat de reproducció de CD´s, MP3 i suport DLNA, a causa que no se li va considerar una característica important al moment, no obstant això, a causa del gran nombre de queixes rebudes per usuaris molests, i alguns clients que analitzaven el cancel·lar la seva comanda, Sony va haver de reconsiderar i en resposta l'equip de desenvolupament havia anunciat una futura actualització de programari, que permeti habilitar aquesta característica en totes les PS4.
Alguns rumors apuntaven al fet que aquesta falta de compatibilitat era un ganxo per generar més subscripcions al servei de música en línia Sony Unlimited. No obstant això, Shuhei Yoshida, membre de l'equip de desenvolupament va desmentir aquest rumor i va declarar que es trobaven treballant àrduament en l'actualització que pugui habilitar la reproducció d'aquests formats populars de música, així com anar considerant afegir més compatibilitats en futures actualitzacions, demostrant que la PS4 també pot ser un centre multimèdia confiable.

### Videojocs
El director executiu de Sony Computer Entertainment America, Jack Tretton, va dir que els jocs de la PlayStation 4 s'estendrien en preu de dòlar nord-americà, és a dir, de $0,99 fins a $60, a més de que cap joc de la PS4 igual que la seva antecessora, la PS3, tindria bloqueig regional, i va confirmar que els jocs de la PlayStation 4 no tenen cap sistema per bloquejar els jocs usats, per la qual cosa els jocs usats poden ser venuts, prestats o regalats, ja que la compra d'un joc significa que és propietat d'ells per sempre, segons Sony.
Sony esperava fer més fàcil per als desenvolupadors de jocs independents desenvolupar títols per a la PS4. La companyia va revelar que anava a permetre als desenvolupadors publicar els seus títols en la PlayStation Network per al sistema PlayStation Vita, PlayStation 3 i PlayStation 4.

#### Contingut físic i en línia
El sistema compta amb contingut descarregable similar als quals estan disponibles actualment en altres plataformes de PlayStation. A més dels jocs en mitjans físics que es poden comprar a la botiga, els jocs es poden descarregar el mateix dia de llançament que el dels físics. Per una altra part tots els jocs es poden provar de franc. Sony no prohibeix l'ús de jocs de segona mà adquirits en forma física i no hi ha necessitat que la consola estigui connectada les 24 hores per validar la legitimitat del joc. Quan es compra un joc en línia, solament fa falta que una porció del mateix estigui descarregada per començar a jugar. Mentre que el que falta es descarregarà mentre es juga. Això s'aconsegueix gràcies al processador secundari de suport del sistema.

#### PlayGo
Quan es selecciona un títol en línia, solament una part de les dades del joc ha de ser transferit al sistema abans que pugui ser iniciat (per exemple, el primer nivell), amb les parts restants la descàrrega es fa durant el joc, la qual cosa redueix el temps d'espera. Si els usuaris prefereixen jugar el joc directament des del disc, la PS4 instal·larà les dades en el disc dur durant el joc, la qual cosa elimina els temps de càrrega, i es pot començar a jugar sense que tot el fitxer és descarregat. Això es fa mitjançant el processador en segon pla del sistema. De la mateixa manera, les actualitzacions es descarreguen sense problemes en segon pla sense interrupcions. La PS4 també conté una tecnologia que intenta de determinar les tendències, (exemple: El jugador pot posar quin tipus de jocs li agraden, i en el sistema apareix quins són els indicats segons aquestes preferències) i després descarregar automàticament un petit percentatge d'aquests jocs en segon pla, fins i tot en estat de repòs, amb la fi d'estalviar temps.

#### Mode de suspensió
Si sorgís la necessitat de posar fi a una sessió de joc en un curt termini, la PS4 entrarà en un estat de baix consum i la suspensió del joc en el punt precís en el qual el jugador es va parar, perquè després, quan es restableixi la plena potència, el jugador pugui reprendre ràpidament on ho ha deixat. Sony diu que «el temps que porta avui l'arrencar una consola i carregar una partida guardada serà una cosa del passat».

#### Compatibilitat amb versions anteriors
En el Tokyo Game Show 2013 Sony va confirmar que la PS4 tindria retrocompatibilitat amb jocs de la PS3 a través del núvol i la seva plataforma Gaikai, una companyia adquirida per Sony al juliol de 2012. El servei emula i fa que les generacions anteriors de jocs de la PlayStation siguin transmesos a la PS4, PlayStation Vita i Vita TV, a través d'Internet.

### PlayStation App
L'aplicació PlayStation App permet als que tinguin una PS4 convertir els seus telèfons intel·ligents en una segona pantalla, aquesta aplicació duu a un nou nivell l'experiència social dins dels videojocs, donant als usuaris l'entreteniment no només dels jocs en si, sinó del joc dels altres: ara poden saber quan algun amic ha comprat algun nou títol, o poden veure els jocs que els altres juguen via broadcast, a més de poder enviar invitacions de partida multijugador i connectar-se directament amb les xarxes socials. És disponible per iOS i Android. Mitjançant aquesta aplicació, es pot connectar el telèfon a la PlayStation 4, i accedir a les noves funcions d'aquesta consola o també dels jocs per PS Vita. Aquesta aplicació dona molta llibertat als desenvolupadors per implementar-la amb facilitat a les característiques dels videojocs.

### Servei de distribució de pel·lícules en 4K
Phil Molyneux, el president i CEO de Sony havia dit en una entrevista a l'editorial The Verge, que la videoconsola PlayStation 4 tindria un servei de distribució de pel·lícules en resolució 4K. Cada pel·lícula en resolució 4K pot tenir una grandària aproximada de 100 GB o més. A causa de la grandària, Sony va cercar solucions donant suport als mètodes de compressió i no es descartava la venda en format físic.

### PlayLink
Al 2017, Sony va estrenar els títols PlayLink, jocs creats específicament per jugar multijugador local, és a dir, diferents persones jugant simultàniament a la mateixa consola. L'única diferència amb els jocs convencionals es que els PlayLink no es juguen amb un DualShock4, el comandament clàssic de PlayStation 4, sinó amb un dispositiu móvil. Amb la descàrrega de l'apli gratuïta a un móvil o tablet, el dispositiu es connectarà amb la consola i serà llest per funcionar com a comandament.
El catàleg de jocs PlayLink és ampli, permet als jugadors triar entre diverses experiències per gaudir en companyia. Des de jocs de cant com el Sing Star, de preguntes i respostes com Saber és poder, de misteri com Intencions ocultes i de reptes com Has sigut tú!. Per altra banda i encara que el sistema Playlink se centra en el joc multijugador, també hi ha opcions pensades per jugar tot sol, com el títol El planeta dels simis: L'última frontera o l'experiència Erica.

## Revisions del Maquinari de la consola

### PlayStation 4 Slim
El 7 de setembre de 2016, Sony va anunciar una revisió del maquinari de la PlayStation 4, el model del qual és la CUH-2000, i nomenada extraoficialment com PlayStation 4 Slim. És una revisió del maquinari de la PS4 original amb algunes correccions i de grandària més petita; Té un cos arrodonit amb un acabat mat en la part superior de la consola en lloc d'un acabat de dos tons, i és un 40% més petit en grandària que el model original. Els dos ports USB en la part davantera tenen un major espai entre ells, i el port d'àudio òptic s'ha eliminat. Va ser llançada el 15 de setembre de 2016, amb un model de 500 GB al mateix preu que el model original.

### PlayStation 4 Pro
PlayStation 4 Pro (Neo) es va fer pública el 7 de setembre de 2016 i es va llançar a tot el món el 10 de novembre de 2016. El nou model es diu Cuh-7000. Es tracta d'una versió actualitzada de la PlayStation 4 amb maquinari més potent que permet jugar a 4K reescalats i amb el rendiment millorat de la PlayStation VR.
Inclou una GPU actualitzada amb 4,2 teraflops de potència i amb un rellotge de CPU més alt, a més d'1 Gb de memòria addicional DDR3. La PS4 pro és compatible amb vídeos 4K però no és compatible amb Ultra HD Blu-ray, fa servir el lector Blu-ray convencional del model slim.
La majoria dels jocs de la PS4 pro es poden ajustar per obtenir millors gràfics, més FPS o per jugar-los a 4K reescalats, si bé alguns títols reeditats o menys exigents com The Last of Us remasteritzat, The Elder Scroll Skyrim o NBA 2k17 funcionen a 4K natius.
Un bon exemple d'un joc que inclou aquestes opcions a la PS4 Pro és Rise of the Tomb Raider:
- Mode de Gràfics millorats : Els jocs s'executen a 1080p i 30 fps però amb millores gràfiques.
- Major Fps : Els jocs s'executen a 1080p i 60 fps i sense millores gràfiques.
- 4k : Els jocs s'executen a 4K reescalats i 30 fps sense millores gràfiques.[81][Cal actualitzar]